# Весёлая (Винницкая область)
Весёлая (укр. Весела) — село на Украине, находится в Калиновском районе Винницкой области.
Код КОАТУУ — 0521682406. Население по переписи 2001 года составляет 221 человек. Почтовый индекс — 22442. Телефонный код — 4333.
Занимает площадь 0,278 км².

## Адрес местного совета
22440, Винницкая область, Калиновский р-н, c. Заливанщина, ул. Калинина, 15